# Tarragona (stacja metra)
Tarragona – stacja metra w Barcelonie, na linii 3. Stacja została otwarta w 1975.